# Алюминий (футбольный клуб)
«Алюминий» (словен. Nogometni Klub Aluminij Kidričevo) — словенский футбольный клуб из Кидричева, ныне играющий в Первой лиге.
Первым серьёзным успехом «Алюминия» стал выход в финал Кубка Словении в 2002 году, в котором представители Кидричева проиграли оба матча «Горице» — 0:4 и 1:2. Впервые клуб добился права играть в Первой лиге по итогам сезона-2010/11, выиграв Вторую лигу, но клуб отказался от перехода в высший дивизион по экономическим причинам. На следующий год «Алюминий» вновь победил в турнире Второй лиге, на этот раз уже заявившись в Первую; при этом лига была вынуждена снизить требования лицензирования.
В 2016 году команда вернулась в Первую лигу. В сезоне-2017/18 «Алюминий» вновь пробился в финал Кубка, но вновь не сумел победить, уступив столичной «Олимпии» со счётом 1:6.

## Достижения
- Финалист Кубка Словении (2): 2001/02, 2017/18

## Фанаты
Поклонников футбольного клуба прозвали «лесниками» (Šumari).